# NGC 4408
NGC 4408 este o galaxie lenticulară situată în constelația Părul Berenicei. A fost descoperită în 21 aprilie 1865 de către Heinrich Louis d'Arrest.